# Atolón de las Rocas
El atolón de las Rocas (en portugués: Atol das Rocas)  es un pequeño grupo de dos islas en la costa del estado brasileño de Rio Grande do Norte. Comprende 360 km² si se incluye el atolón y las aguas circundantes, pero la superficie solo terrestre de las islas (isla del Farol e isla del Cementerio) es de 0,36 km² (36 hectáreas). Se encuentra a 260 km al noreste de Natal, y a 145 km al noroeste del archipiélago de Fernando de Noronha. 
El atolón fue descubierto durante la expedición del navegante italiano al servicio de la Corona portuguesa Gonzalo Coelho en 1503 a la costa de Brasil. Es el único atolón del Atlántico Sur y debido a la poca profundidad de sus aguas, la navegación en este trecho de la costa es muy peligrosa.
Tiene una enorme importancia ecológica por su alta productividad biológica y por ser una importante zona de abrigo, alimentación y reproducción de diversas especies animales, siendo la primera Reserva Biológica Marina de Brasil (1979).

## Geografía
Separado del continente por el océano, el atolón de las Rocas está entre los de menor tamaño del planeta: su perímetro tiene apenas siete kilómetros —3,7 kilómetros de este a oeste y tan sólo 2,5 kilómetros de norte a sur. Con forma de elipse casi circular, esta antigua cumbre volcánica funciona como una incubadora viva para muchas especies. Cada año millares de aves y centenas de tortugas verdes regresan para desovar. 
De un blanco característico, la arena presente en el atolón de las Rocas es clasificada de falsa, pues se deriva del calcio producto de incontables fragmentos de conchas, huesos de aves y peces y de detritos vegetales que ocuparon las rocas volcánicas estabilizando los arrecifes sumergidos, generalmente en forma de círculo o semicírculo, con una laguna en su interior. En Rocas, las arenas se acumularon en dos niveles, en forma de anillo abierto, formando la isla del Farol y la isla del Cementerio.
Durante la pleamar, ambas islas quedan sumergidas. Ya en la bajamar surgen en el área interior del atolón varias piscinas naturales de tamaños y profundidades variadas.

## Fauna
Al lado del archipiélago de Fernando de Noronha, el atolón de las Rocas es considerado una de las áreas más importantes para la reproducción de aves marinas tropicales de Brasil, abrigando por lo menos 150 mil aves, de casi 30 especies diferentes. Durante todo el año se encuentran allí cinco especies de aves residentes, además de otras 25 especies migratorias que hacen de Rocas un puerto permanente. Llegan hasta allí especies originarias de Venezuela, de África e incluso algunas desde Siberia. Ninguna de sus especies ha sido catalogada como potencialmente depredadora.
El atolón también es paraíso de muchas especies acuáticas. Por tratarse de una montaña aislada, en medio de aguas profundas y apartada de la costa, es un paraje ideal para peces de todos los tamaños, moluscos, algas, crustáceos y tortugas. Casi cien especies de algas, 44 de moluscos, 34 de esponjas, 7 especies de coral y dos especies de tortuga ya fueron identificadas. Entre los 24 crustáceos, se destaca el cangrejo terrestre, y el aratu, que habitan únicamente en islas oceánicas. En el atolón de las Rocas fueron catalogadas además casi 150 especies de peces diferentes, aunque sólo dos de ellas son exclusivas de la región.

## Reserva Biológica Marina
El atolón de las Rocas es la primera Reserva Biológica Marina de Brasil, creada el 5 de junio de 1979 por Decreto Ley n.º 83.549, constituyéndose de ese modo en una reserva biológica en la que la única actividad humana permitida es la investigación científica.